# Kvegerö
Kvegerö est une localité de Suède située principalement dans la commune de Nyköping, mais également dans les communes de commune de Gnesta et de commune de Trosa, dans le comté de Södermanland.
Sa population était de 221 habitants en 2019.